# Nathanael Matthaeus von Wolf
Pour les articles homonymes, voir Wolf.
Nathanael Matthaeus von Wolf est un médecin et un naturaliste allemand, né le 24 janvier 1724 à Chojnice, dans l'ouest de la Prusse royale et mort le 15 décembre 1784 à Dantzig.
Il obtient son titre de docteur en médecine à Erfurt en 1748. Il devient le médecin personne du prince-évêque de Poznań avant d’ouvrir un cabinet privé en 1769 à Tczew puis à Danzig en 1772. Il est correspondant de la Royal Society.

## Source
J.C. Poggendorff (1863). Biographisch-Literarisches Handwörterbuch zur geschichte der exacten wissenschaften. Verlag von Johann Ambrosius Barth. (Leipzig).